# Équipe des États-Unis de soccer à la Coupe du monde 1930

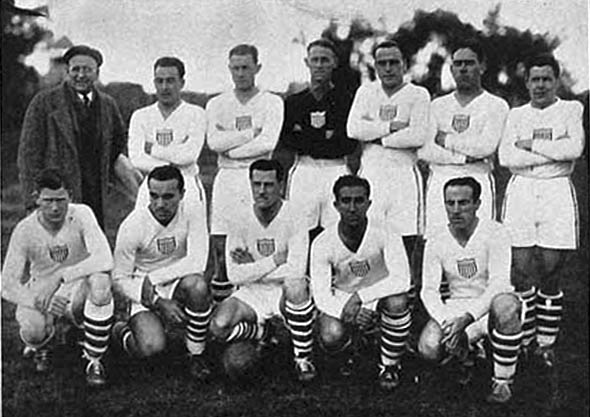
L'équipe des États-Unis, le 13 juillet 1930, avant le match contre la Belgique.

L'équipe des États-Unis de soccer (football) est éliminée en demi-finale de la coupe du monde de football de 1930.

## Joueurs et encadrement
| Nom                | Nom                | Club                       | Date de naissance | J.              | Buts            |                 |                 |                 |
| Gardiens de but    | Gardiens de but    | Gardiens de but            | Gardiens de but   | Gardiens de but | Gardiens de but | Gardiens de but | Gardiens de but | Gardiens de but |
| ------------------ | ------------------ | -------------------------- | ----------------- | --------------- | --------------- | --------------- | --------------- | --------------- |
|                    | Jimmy Douglas      | New York Nationals         | 30/06/1898        | 3               | 0               | 0               | 0               | 0               |
| Défenseurs         |                    |                            |                   |                 |                 |                 |                 |                 |
|                    | Jimmy Gallagher    | New York Nationals         | 07/06/1901        | 3               | 0               | 0               | 0               | 0               |
|                    | James Gentle       | Philadelphia Field Club    | 21/07/1904        | 0               | 0               | 0               | 0               | 0               |
|                    | George Moorhouse   | New York Giants            | 20/10/1902        | 3               | 0               | 0               | 0               | 0               |
|                    | Raphael Tracey     | St. Louis Ben Millers      | 23/12/1904        | 3               | 0               | 0               | 0               | 0               |
|                    | Frank Vaughn       | St. Louis Ben Millers      | 18/02/1902        | 0               | 0               | 0               | 0               | 0               |
|                    | Alexander Wood     | Detroit Holley Carburators | 12/06/1907        | 3               | 0               | 0               | 0               | 0               |
| Milieux de terrain |                    |                            |                   |                 |                 |                 |                 |                 |
|                    | Andy Auld          | Providence Gold Bugs       | 26/01/1900        | 3               | 0               | 0               | 0               | 0               |
|                    | Jim Brown          | New York Giants            | 31/12/1908        | 3               | 1               | 0               | 0               | 0               |
|                    | Billy Gonsalves    | Fall River FC              | 10/08/1908        | 3               | 0               | 0               | 0               | 0               |
|                    | Arnie Oliver       | Providence Gold Bugs       | 22/05/1907        | 0               | 0               | 0               | 0               | 0               |
|                    | Philip Slone       | New York Giants            | 20/01/1907        | 0               | 0               | 0               | 0               | 0               |
| Attaquants         |                    |                            |                   |                 |                 |                 |                 |                 |
|                    | Mike Bookie        | Cleveland Bruells          | 12/09/1904        | 0               | 0               | 0               | 0               | 0               |
|                    | Tom Florie         | New Bedford Whalers        | 06/09/1897        | 3               | 1               | 0               | 0               | 0               |
|                    | Bart McGhee        | New York Nationals         | 30/04/1899        | 3               | 1               | 0               | 0               | 0               |
|                    | Bertrand Patenaude | Fall River FC              | 04/11/1909        | 3               | 4               | 0               | 0               | 0               |
| Sélectionneur      |                    |                            |                   |                 |                 |                 |                 |                 |
|                    | Robert Millar      |                            | 12/05/1890        |                 |                 |                 |                 |                 |

## Compétition

### Premier tour

#### États-Unis-Belgique
| 13 juillet 1930                     | États-Unis                                                                                         | 3 – 0   | Belgique                                                                                                | Estadio Gran Parque Central (Montevideo)     |                                              |
| 15 h 00 · Historique des rencontres | McGhee 40e, 43e · Bertrand Patenaude 89e                                                           | (2 - 0) | | Spectateurs : 18 346 Arbitrage : José Macías | Spectateurs : 18 346 Arbitrage : José Macías |
| 15 h 00 · Historique des rencontres | Rapport                                                                                            |         | | Spectateurs : 18 346 Arbitrage : José Macías | Spectateurs : 18 346 Arbitrage : José Macías |
| 15 h 00 · Historique des rencontres | Douglas - Wood, Moorhouse - Gallagher, Tracey, Brown - Gonsalves, Florie , Patenaude, Auld, McGhee | Équipes | Badjou - Nouwens, Hoydonckx - De Clercq, Hellemans, Braine - Diddens, Voorhoof, Adams, Moeschal, Versyp | Spectateurs : 18 346 Arbitrage : José Macías | Spectateurs : 18 346 Arbitrage : José Macías |

#### États-Unis-Paraguay
| 17 juillet 1930                     | États-Unis                                                                                         | 3 – 0   | Paraguay | Estadio Gran Parque Central (Montevideo)     |                                              |
| 14 h 45 · Historique des rencontres | Patenaude 10e, 18e, 50e                                                                            | (2 - 0) | | Spectateurs : 18 306 Arbitrage : José Macías | Spectateurs : 18 306 Arbitrage : José Macías |
| 14 h 45 · Historique des rencontres | Rapport                                                                                            |         | | Spectateurs : 18 306 Arbitrage : José Macías | Spectateurs : 18 306 Arbitrage : José Macías |
| 14 h 45 · Historique des rencontres | Douglas - Wood, Moorhouse - Gallagher, Tracey, Brown - Gonsalves, Florie , Patenaude, Auld, McGhee | Équipes | Denis - Olmedo, Miracca - Etcheverry, Díaz, Aguirre - Nessi, Domínguez, González, Benítez Cáceres, Vargas Peña | Spectateurs : 18 306 Arbitrage : José Macías | Spectateurs : 18 306 Arbitrage : José Macías |

#### Classement
| Rang | Équipe     | Pts | J | G | N | P | Bp | Bc | Diff |  | Résultats (▼ dom., ► ext.) |  |     |     |
| ---- | ---------- | --- | - | - | - | - | -- | -- | ---- |  | -------------------------- |  | --- | --- |
| 1    | États-Unis | 4   | 2 | 2 | 0 | 0 | 6  | 0  | +6   |  | États-Unis                 |  | 3-0 | 3-0 |
| 2    | Paraguay   | 2   | 2 | 1 | 0 | 1 | 1  | 3  | -2   |  | Paraguay                   |  |     | 1-0 |
| 3    | Belgique   | 0   | 2 | 0 | 0 | 2 | 0  | 4  | -4   |  | Belgique                   |  |     |     |

### Demi-finale
| 26 juillet 1930                     | Argentine | 6 – 1   | États-Unis                                                                                         | Stade Centenario (Montevideo)                  |                                                |
| 14 h 45 · Historique des rencontres | Monti 20e · Scopelli 56e · Stábile 69e, 87e · Peucelle 80e, 85e                                                          | (1 - 0) | 89e Brown                                                                                          | Spectateurs : 72 886 Arbitrage : John Langenus | Spectateurs : 72 886 Arbitrage : John Langenus |
| 14 h 45 · Historique des rencontres | Rapport |         | | Spectateurs : 72 886 Arbitrage : John Langenus | Spectateurs : 72 886 Arbitrage : John Langenus |
| 14 h 45 · Historique des rencontres | Botasso - Della Torre, Paternoster - J. Evaristo, Monti, Orlandini - Peucelle, Scopelli, Stábile, Ferreira , M. Evaristo | Équipes | Douglas - Wood, Moorhouse - Gallagher, Tracey, Brown - Gonsalves, Florie , Patenaude, Auld, McGhee | Spectateurs : 72 886 Arbitrage : John Langenus | Spectateurs : 72 886 Arbitrage : John Langenus |